# توكا بوكا
توكا بوكا (بالإنجليزية Toca Boca) شركة تطبيقات سويدية تصنع العديد من التطبيقات.
لدى الشركة باقة من التطبيقات الكثيرة الإنتشار والإستعمال في الكثير من بلدان العالم وهي موجودة على متجر غوغل (Google Play) كما على متجر آبل (App Store) للهواتف النقالة.
التطبيقات التابعة للشركة هي التالية:
1. Toca Life World
2. Toca Hair Salon 4
3. Toca Mystery House
4. Toca Hair Salon 3
5. Toca Lab: Plants
6. Toca Builders
7. Toca Blocks
8. Toca Dance
9. Toca Kitchen 2
10. Toca Nature
11. Toca Boo
12. Toca Pet Doctor
13. Toca Lab: Elements